# Granat zaczepny wz.23
Granat zaczepny wz. Z. 23 – granat zaczepny polskiej produkcji, używany przez Wojsko Polskie. Granat wykonany z cienkiej blachy pobielanej o grubości 0,4 – 0,5 mm, rozrywającej się w trakcie wybuchu na wiele odłamków.
Materiałem wybuchowym był szedyt w ilości 150–160 g. Granat posiadał zapalnik czasowy wz. AC. 25 o ciężarze 125 g. Skorupa granatu ma kształt jajowaty, wykonana jest z gładkiej blachy żelaznej pomalowanej na kolor ochronny.